# Epiplema arenosa
Epiplema arenosa är en fjärilsart som beskrevs av Fletcher 1968. Epiplema arenosa ingår i släktet Epiplema och familjen Uraniidae. Inga underarter finns listade i Catalogue of Life.